# Mughalsarai
Mughalsarai (tên chính thức Pandit Deen Dayal Upadhyaya Nagar) là một thành phố và là nơi đặt ban đô thị (municipal board) của quận Chandauli thuộc bang Uttar Pradesh, Ấn Độ.

## Nhân khẩu
Theo điều tra dân số năm 2001 của Ấn Độ, Mughalsarai có dân số 88.386 người. Phái nam chiếm 53% tổng số dân và phái nữ chiếm 47%. Mughalsarai có tỷ lệ 64% biết đọc biết viết, cao hơn tỷ lệ trung bình toàn quốc là 59,5%: tỷ lệ cho phái nam là 73%, và tỷ lệ cho phái nữ là 55%. Tại Mughalsarai, 15% dân số nhỏ hơn 6 tuổi.